# Economia della Francia
L'economia della Francia è una moderna economia mista di mercato.
Si trova al settimo posto nella classifica per PIL nominale, con 2 715,5 miliardi di dollari al 2019, dietro Stati Uniti d'America, Cina, Giappone, Germania,India e Regno Unito. Infine, per quanto riguarda la classifica del PIL in funzione del potere d'acquisto, la Francia si trova al nono posto (al 2014).
La Francia è il quinto paese al mondo per l'esportazione nell'industria manifatturiera, il quarto per i servizi ed il primo produttore ed esportatore agricolo europeo.
Essa è inoltre la prima destinazione turistica mondiale e possiede la seconda zona marittima per la pesca al mondo.
L'economia francese è caratterizzata principalmente dalla produzione di servizi: il settore terziario occupa il 76,4% della popolazione attiva, il settore primario (agricoltura, pesca, allevamento) ormai non ne rappresenta che il 3%, mentre il settore secondario (industria) si assesta sul 20,6%. La Francia è il secondo paese più visitato dell’europa.

## Il mercato del lavoro
La produttività oraria dei lavoratori francesi è una delle più elevate al mondo, ciò è dovuto al fatto che la durata legale dell'orario di lavoro (35 ore settimanali) è ridotta rispetto agli altri paesi industrializzati, ma anche alla rapida esclusione dal mercato del lavoro dei dipendenti meno produttivi, sia in ragione del costo del lavoro troppo elevato a causa dello SMIC (salaire minimum interprofessionnel de croissance), sia per la particolareggiata regolamentazione francese in materia di licenziamento.
Il tasso di disoccupazione è particolarmente elevato, in particolare tra i giovani sotto i 30 anni, gli adulti prossimi alla pensione e le persone senza qualifica professionale.

## Valuta
La Francia è uno dei paesi fondatori dell'Unione europea, ed uno dei principali sostenitori della moneta unica, l'euro. La sua economia ha beneficiato particolarmente degli effetti derivanti dall'instaurazione di un mercato comune europeo.

## Liberalizzazioni
Per contro la liberalizzazione del suo mercato interno è andata a rilento e si è realizzata soltanto in modo parziale: alcune situazioni monopolistiche (Gas de France, Electricité de France) sono attualmente proprietà dello Stato francese, a causa di resistenze da parte di alcune categorie professionali, la privatizzazione di quest'ultime è stata rallentata.

## L'economia francese prima del 1973
La forza economica della Francia è stata per lungo tempo legata alla sua crescita demografica. A partire dal XIX secolo, lo sviluppo industriale permette alla Francia di recuperare il distacco nei confronti del Regno Unito maturato durante la rivoluzione industriale.
Nel corso del Secondo Impero e durante la Terza Repubblica l'espansione economica francese è favorita grazie dalle nuove colonie conquistate; nel 1880 la Francia da sola rappresenta il 10% della produzione complessiva mondiale. 
Progressivamente, però, perde il suo primato produttivo sia per colpa dei costi (e delle distruzioni) in cui è incorsa durante le due guerre mondiali, sia a causa della decolonizzazione: il risultato di questi eventi è stato un depauperamento generale del continente in generale, e della Francia in particolare, con un minor peso dal punto di vista economico rispetto ai paesi economicamente emergenti.
Tuttavia, tra il 1946 ed il 1973, la Francia conosce un periodo di forte sviluppo economico chiamato "Les trente glorieuses" (trad. "I trenta gloriosi"), resi possibili dalla ricostruzione post bellica, ma anche dal recupero tecnologico nei confronti degli Stati Uniti

## Agricoltura

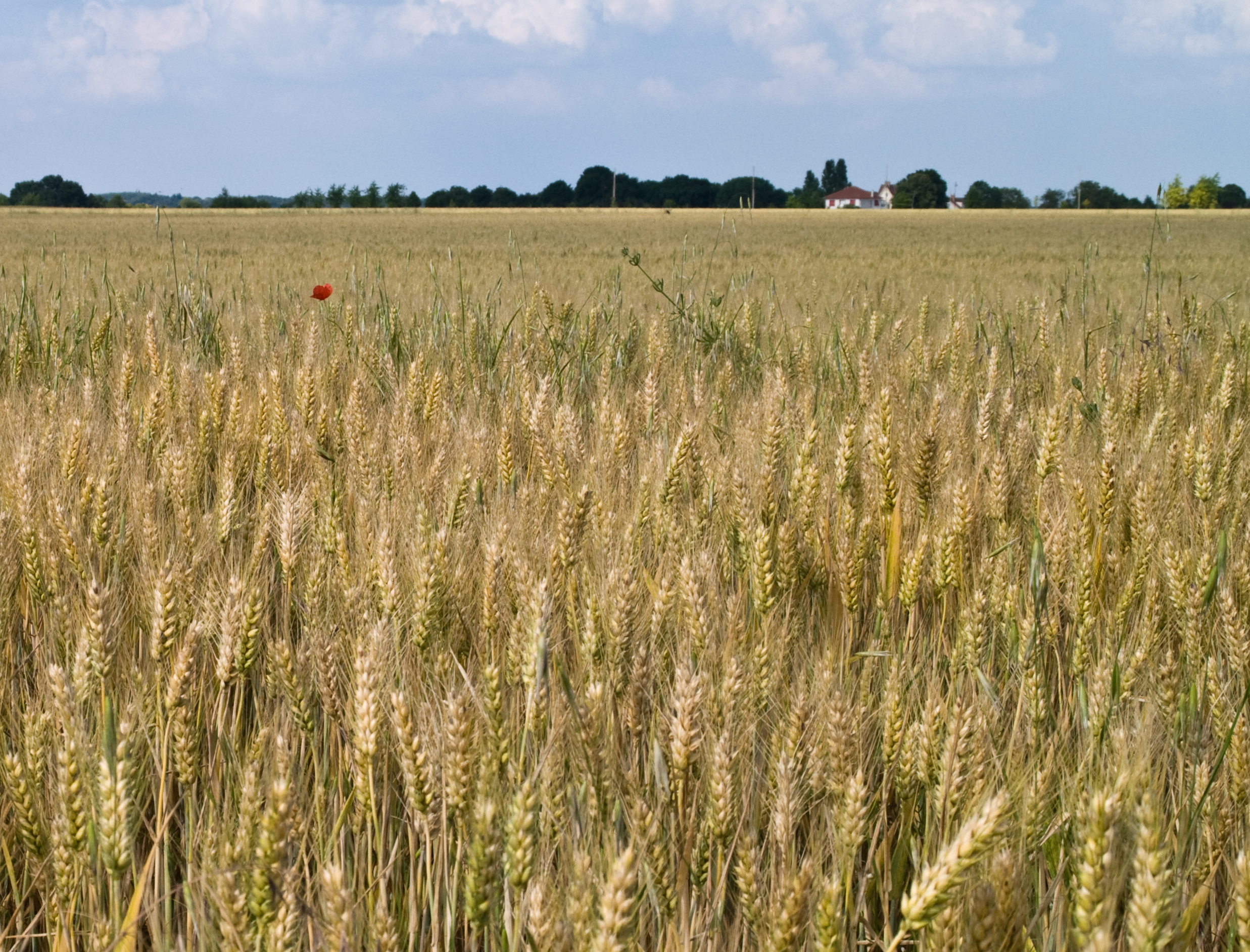
Campo di frumento in Senna e Marna

La Francia possiede la più grande agricoltura dell'Unione europea. La sua grande produzione di cereali, realizzata tra la Beauce, l'Artois e la Piccardia, che la pone al primo posto della classifica mondiale per la produttività unitaria del frumento, le assicura un posto tra i cinque grandi dell'export mondiale, con Stati Uniti, Canada, Argentina e Australia. Vanta un efficiente allevamento da latte, collocato nelle regioni costiere umide della Bretagna e della Normandia, il titolo di produttore dei migliori vini del mondo, ottenuti in Borgogna,  e nel Bordelais, oltre al prestigio degli spumanti della regione della Champagne, settori efficienti della frutta e delle orticole. Il paese è orgoglioso della propria agricoltura, alla quale il governo dedica sistematiche attenzioni.

## Industria
L'industria francese è fra le prime in Europa, sviluppata in tutti i comparti, compresi quelli dell'alta tecnologia.
Le industrie sono di diverso tipo: siderurgiche, automobilistiche, tessili, agroalimentari, aerospaziali, petrolifere e farmaceutiche. Gli stabilimenti industriali sono concentrati attorno ai poli industriali come Parigi, Lilla e Lione.

## Economia e sviluppo
La Francia è la quinta potenza economica mondiale, dopo gli Stati uniti, il Giappone, la Germania e la Cina con un PIL a prezzi correnti di 2925 miliardi di dollari (2018); tuttavia, il suo PIL per abitante è solo al 9º posto su 25 stati in Europa (e al 17° nella classifica mondiale) secondo l'Eurostat, l'ufficio statistico ufficiale della comunità europea.

### Le difficoltà economiche
Il deficit commerciale nell'aprile 2005 è stato di 3,2 miliardi di euro. Tra l'aprile 2004 e l'aprile 2005, è stato di 17,4 miliardi di euro.
Il deficit di budget francese si infossa nell'aprile 2005: le spese sono aumentate e si sono stabilite a 108,08 miliardi di euro; le entrate sono diminuite a 77,520 miliardi di euro. Secondo il ministero delle finanze, il deficit si attesta sui 42,350 miliardi di euro nell'aprile 2005.
Il debito delle amministrazioni pubbliche (budget generale dello Stato, delle collettività territoriali e della Sicurezza sociale) ammonta a 1151,8 miliardi di euro il 30 settembre 2006, il 66,6 % del PIL (i criteri di Maastricht limitano la percentuale al 60 %).
Il tasso di disoccupazione è aumentato dello 0,4 % nell'agosto 2006 per stabilirsi ufficialmente a 2,445 milioni di richiedenti di impiego (il 9 % della popolazione attiva).
Questo valore è uno dei più alti d'Europa, infatti da 30 anni il problema è ufficialmente la priorità dei vari governi. La disoccupazione interessa particolarmente le donne, gli ultra cinquantenni e i giovani (per questi ultimi le stime sono leggermente falsate, dato che la sovrastima viene in parte dal fatto che solo una piccola minoranza cerca lavoro prima dei 22 anni). Secondo l'INSEE, nel 2004 la Francia contava 6,86 milioni di poveri, ovvero coloro che vivono con meno di 788 euro al mese. Il 20 % dei più ricchi possiede l'80 % del totale del patrimonio.
Il 13 gennaio 2012 l'agenzia di ricerca finanziaria Standard and Poor's ha declassato il rating della Francia togliendole la prestigiosa 'tripla A' - quella dei Paesi più virtuosi - e degradando il Paese di uno scalino, da AAA ad AA+. Il 20 novembre 2012 anche l'agenzia di rating Moody's ha effettuato il declassamento con il taglio del rating di un 'notch' a Aa1 e previsione negativa, motivando l'iniziativa con le incerte prospettive fiscali del paese e il deterioramento del quadro economico.
Il 23 novembre, quattro giorni dopo il declassamento deciso da Moody's, anche l'agenzia di rating Standard and Poor's ha confermato la nota AA+ della Francia, così come la previsione negativa ad essa associata.
Nel primo trimestre del 2012, il debito pubblico della Francia è ulteriormente salito di 72,4 miliardi, per un totale di 1789,4 miliardi di euro, ovvero, secondo i dati pubblicati oggi dall'Insee, l'istituto statistico francese, l'89,3% del Pil.

### Le particolarità del sistema economico
La sua organizzazione è di tipo capitalista con un intervento statale non trascurabile dalla fine della seconda guerra mondiale, al punto che si parla spesso di capitalismo alla francese:
- Per quanto riguarda il sistema produttivo, la Francia è il quarto esportatore mondiale (considerando la somma dei beni), malgrado una debolezza intrinseca, quella di non controllare completamente il sistema produttivo, dipendendo da coloro che producono le "macchine-utensili" (macchine che producono delle macchine), gli Stati Uniti e la Germania soprattutto: 
  - è il secondo esportatore mondiale per i prodotti agroalimentari, dietro gli Stati Uniti. Il settore primario (agricoltura, pesca) non rappresenta più del 4% della popolazione attiva.
  - ha potuto comunque costituire dei campioni industriali internazionali, abbastanza conosciuti. La Francia fabbrica così i treni più rapidi del mondo, dispone di una industria automobilistica potente (Peugeot-Citroën, Renault, Michelin), ha costituito il primo gruppo mondiale di costruzione di centrali nucleari, coopera con i gruppi aeronautici e aerospaziali Airbus, Eurocopter, Ariane, Safran, oltre che possedere il gruppo indipendente di aeronautica militare Dassault, dei gruppi farmaceutici (Sanofi Aventis, Institut Pasteur), alcuni dei primi gruppi mondiali dell'industria agroalimentare e dell'industria del lusso, sviluppa un'industria delle costruzioni e di lavori pubblici potente (Bouygues, Eiffage), un'industria cinematografica di qualità. Il settore secondario rappresenta il 24% della popolazione attiva.
  - l'economia francese è principalmente una economia di servizi, per la quale è il secondo esportatore mondiale (è la prima destinazione turistica mondiale con più di 80 milioni di visitatori l'anno[17]). Il settore terziario occupa il 72% della popolazione attiva.
- Ma è soprattutto a livello di sistema di distribuzione che la Francia si differenzia: la grande distribuzione in Francia ha un peso molto forte nel circuito economico, poiché si vedono i grandi distributori dominare, in parte, il sistema di produzione (particolarità della Francia, i grandi distributori possono, in qualche misura, fissare i prezzi dei produttori).